# Teenage Mutant Ninja Turtles: Turtles in Time
Teenage Mutant Ninja Turtles: Turtles in Time är ursprungligen ett arkadspel, publicerat 1991 av Konami. Det är en uppföljare till det ursprungliga arkadspelet, och är ett sidscrollande beat 'em up-spel baserat på 1987 års tecknade TV-serie och Archie Comics Teenage Mutant Ninja Turtles Adventures. Spelet porterades 1992 till Super Nintendo Entertainment System (SNES) som Teenage Mutant Hero Turtles IV: Turtles in Time. Samma år släpptes Teenage Mutant Ninja Turtles: The Hyperstone Heist till Sega Mega Drive/Sega Genesis som innehåller flera koncept från Turtles in Time. Arkadversionen till Turtles in Time finns också som bonus i spelet Teenage Mutant Ninja Turtles 3: Mutant Nightmare (2005) för PlayStation 2, Nintendo GameCube, och Xbox. Den versionen har dock annan musik och något ändrad grafik, en helt ny dubbning och saknar poängräknare. Den 5 augusti 2009 släppte Ubisoft en 3D-remake av spelet, Teenage Mutant Ninja Turtles: Turtles in Time Re-Shelled, till Xbox Live Arcade. Denna version släpptes till Playstation Network den 10 september 2009.

## Handling

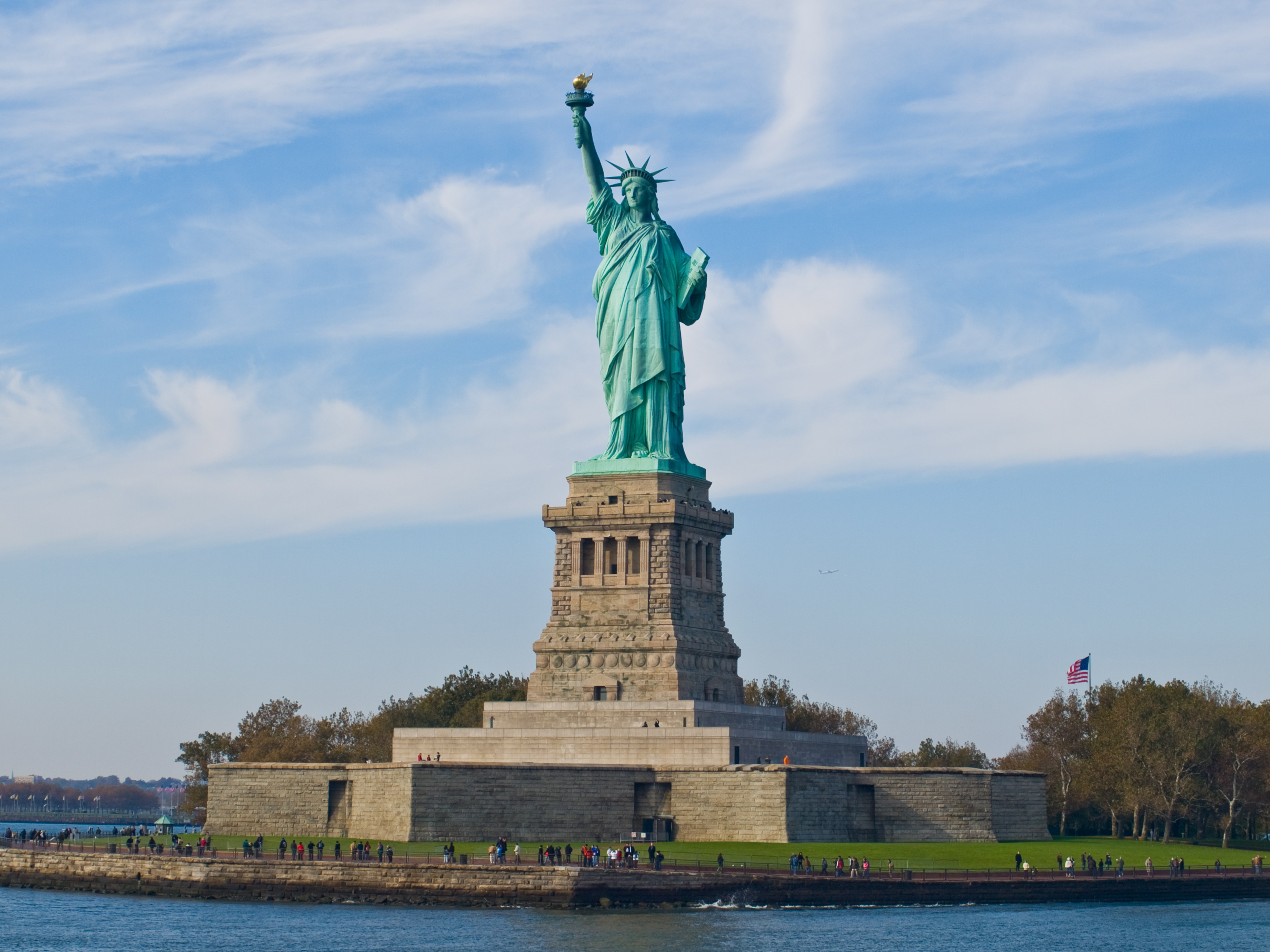
Frihetsgudinnan, som Krang stjäl och sköldpaddorna måste fixa tillbaka.

April O'Neil rapporterar från Liberty Island när Krang dyker upp i en flygande robot och stjäl Frihetsgudinnan framför ögonen på turisterna som befinner sig där. Shredder skickar ett meddelande till sköldpaddorna via deras TV i kloakerna, varpå de beger sig ut på gatorna i New York för att bekämpa Fotklanen. Fotklanen jagas ner i kloakerna (I SNES-versionen jagas de även till Teknodromen), där Shredder skickar iväg dem genom tiden. Sköldpaddorna måste nu slåss mot Shredders armé både i det förflutna och framtiden för att ta sig tillbaka hem.

## Spelet
I spelet kan som mest fyra spelare kontrollera Donatello, Leonardo, Michelangelo och Raphael, i SNES-versionen enbart två. Som i de flesta TMNT-spel från 1980- och 90-talen är Donatello långsammare, men har attacker med längre räckvidd. Michelangelo och Raphael har snabba attacker med kort räckvidd, medan Leonardos snabbhet och räckvidd ligger någonstans däremellan. Utöver detta har varje sköldpadda en specialattack, något som hade introducerats i det föregående konsolspelet: Teenage Mutant Ninja Turtles III: The Manhattan Project. Nyheter för det här spelet är att det är möjligt att göra kraftfulla attacker och träffa fienden flera gånger i rad, samt att det är möjligt att ta tag i Fotsoldaterna och kasta dem mot andra fiender eller ut ur spelet.
Spelkontrollen är ganska okomplicerad: pilarna kontrollerar sköldpaddornas rörelser och gör att de kan gå åt åtta olika håll, hoppknappen används för att hoppa och attackknappen används för att få sköldpaddorna att använda sina vapen. Utöver detta går det att göra olika kombinationer, genom att använda pilarna samtidigt som knapparna eller genom att trycka på båda knapparna efter varandra eller samtidigt. Genom detta kan spelaren få sköldpaddan att springa, göra en glid- eller språngattack, hoppa högre, utföra en stillastående eller riktad hoppattack, samt utföra specialattacker.

## Spelfigurerna
Leonardo
Leonardo är den mest välbalanserade av turtlarna. Han gör allting bra men inte perfekt. Hans svärd har god räckvidd och styrka. Han är även ganska snabb. Perfekt för nybörjaren.
Normal attack:3.5
Special attack:3.5
Springattack:3.5
Försvar:3.5
Snabbhet:3.5
Michelangelo
Michaelangelo kompromissar sin saknad av snabbhet med extremt starka attacker. Även hans specialattack är mycket effektiv. Han har bäst defens av alla turtlar.
Normal attack:4.0
Special attack:4.0
Springattack:2.5
Försvar:4.0
Snabbhet:3.5
Donatello
Donatello är den långsammaste i gänget men har extremt bra räckvid med sin bo stav. Hans specialattack är även den kraftfull och effektiv.
Normal attack:3.5
Special attack:4.5
Springattack:3.5
Försvar:2.5
Snabbhet:2.5
Raphael
Raphael är Donatellos antagonist. Hans kampstil bygger på snabbhet och blixattacker för att kompensera sin dåliga räckvid. han har extremt dålig defense. Raphael är ett givet val för en skicklig spelare. Han har en mycket bra special samt en bra springattack.
Normal attack:2.5
Special attack:5.0
Springattack:5.0
Försvar:2.0
Snabbhet:4.5

## Nivåer i SNES-versionen

### Nivå 1: Big Apple: 3 AM
Banan utspelar sig i ett rivningshus. Förutom Fotsoldater dyker Krang upp, i sin robot-kropp, och avlossar laserstrålar. Banans boss är Baxter Stockman (som fluga).

### Nivå 2: Alleycat Blues
Banan utspelar sig på gatorna i New York. Banans boss är roboten Metalhead, som Krang programmerat.

### Nivå 3: Sewer Surfin
Banan utspelar sig i kloakerna, och sköldpaddorna använder sig av surfingbrädor. Pizzamonstren simmar i vattnet, och anfaller med att hoppa upp framför. Banans boss är Råttkungen, sittande på en Footski som avlossar torpeder.

### Nivå 4: Technodrome: Let's Kick Shell!
Banan utspelar sig inuti Teknodromen. Först dyker Tokka och Rahzar upp, och efter en hissfärd upp till portrummet, Shredder. Shredder sitter i ett litet rymdskepp, som förstörs om fotrobotar kastas på det.
När rymdskeppet förstörts hoppar Shredder ut och använder dimensionsporten i Teknodromen för att sända sköldpaddorna tillbaka i tiden.

### Nivå 5: 25,000,000 BC: Prehistoric Turtlesaurus
Banan utspelar sig i ett förhistoriskt landskap, 25 000 000 år före Kristi födelse. Fienderna är Fotsoldater, som rider på dinosaurier, och stenkrigare. Banans boss är Slash, den onda sköldpaddan.

### Nivå 6: 1530: Skull and Crossbones
Banan utspelar sig ombord ett piratskepp år 1530. Förutom Fotsoldater gäller det att se upp för kanonkulor som avlossas från andra skepp ute på havet. I slutet av banan möter sköldpaddorna Bebop och Rocksteady.

### Nivå 7: 1885: Bury My Shell at Wounded Knee
Banan utspelar sig ombord ett tåg i Vilda Västern år 1885. Banans boss är den muterade krokodilen Leatherhead (Läderfodralet), som kastar knivar.

### Nivå 8: 2020: Neon Night Riders
Banan utspelar sig i New York i en futuristisk vision av år 2020. Sköldpaddorna använder en form av skateboard. Fotsoldater dyker upp, antingen på skateboard, eller mini-helikopter. I slutet av banan möter sköldpaddorna Krang, som sitter i sin robot.

### Nivå 9: 2100: Starbase: Where No Turtle Has Gone Before
Banan utspelar sig på en rymdbas på en icke-namngiven planet år 2100 (planeten är dock troligtvis Mars). I slutet av banan möter sköldpaddorna återigen Krang, som sitter i ett litet rymdskepp.

### Nivå 10: 1992: Technodrome: Final Shell Shock
Banan utspelar sig inuti Teknodromen där sköldpaddorna (nu åter tillbaka till år 1992, 1991 i arkadversionen) stöter på Shredder. Shredder har, precis som i andra långfilmen, svalt mutagen och kallar sig nu för Super Shredder. Shredder kastar mutagen omkring sig som muterar sköldpaddorna till vanliga små sköldpaddor om de träffas av det. När Shredder är besegrad är spelet avklarat, och i slutscenerna använder sköldpaddorna sitt luftskepp för att föra tillbaka Frihetsgudinnan till Liberty Island.

## Fiender

### Återkommande fiender
De flesta fienderna i spelet är fotsoldater, som har olika färger beroende på vilket vapen de använder. De flesta är lila (vapenlösa) och anfaller med slag och sparkar. De kan även hålla fast sköldpaddorna och anfalla dem. De kommer oftast gående, men använder sig även av andra färdmedel. Ibland gömmer de sig och hoppar in, eller rider på hästar och velociraptorer. Ibland teleporterar de sig.
Fotsoldater som har på sig någon av de andra sex färgerna är beväpnade med traditionella ninjavapen, som sai, shuriken, tonfas eller nunchakus. De olika vapnen ger fotsoldaterna olika räckvidd, styrka, snabbhet och strategi. Till exempel hoppar fotsoldaterna som är beväpnade med katana och anfaller sköldpaddorna ovanifrån, medan de som har bumerang håller sig undan och anfaller på avstånd.
Förutom fotsoldaterna är de vanligaste fienderna stenkrigare, som ofta använder långa vapen som maskingevär, bazookas, granatkastare eller futuristiska strålpistoler. De medverkar på alla tidsresebanor (från och med "Prehistoric Turtlesaurus", de är dock inte med på "Neon Night-Riders").
Spelet innehåller även fiender som enbart medverkar på en eller två nivåer. Dessa inkluderar bland andra "pizzamonstren" (som kläcktes ur ägg i Irmas mikrovågsugn i avsnittet The Case of the Killer Pizzas i den animerade tv-serien från 1987) som medverkar på banan "Sewer Surfin'",  de futuristiska "A6-förintarna" som medverkar på banan "Starbase: Where No Turtle Has Gone Before" och boxarrobotarna som är med på arkadversionen av banorna "Alleycat Blues" och "Neon Night-Riders". Dessa boxarrobotar var inte med i SNES-versionen.
SNES-versionen innehöll även två andra sorters fiender: Roadkill Rodneys (som ersatte boxarrobotarna i banan "Alleycat Blues" och även var med i "Technodrome: Let's Kick Shell!") och Mousers (som var med på banorna "Technodrome: Let's Kick Shell!" och "Starbase: Where No Turtle Has Gone Before").

## Teenage Mutant Ninja Turtles: The Hyperstone Heist
Till Sega Mega Drive kom en version som hette Teenage Mutant Ninja Turtles: The Hyperstone Heist i USA och Teenage Mutant Ninja Turtles: Return of the Shredder i Japan. I den versionen var tidsresekonceptet ersatt med en handling där Shredder använder Hyperstone för att krympa Manhattan till storleken av en flaska. Flera av banorna har scener från arkadspelet, men alla historiska referenser är borttagna och moderniserade för att passa in tidsmässigt.